# Selma (film)
Pour les articles homonymes, voir Selma.
Pour plus de détails, voir Fiche technique et Distribution.
Selma est un film américano-britannique réalisé par Ava DuVernay, sorti en 2014. Il est directement inspiré des événements ayant eu lieu dans la ville de Selma (Alabama) en 1965, concernant le mouvement des droits civiques américains.

## Synopsis
Selma est le récit des événements historiques ayant eu lieu dans la ville (puis sur la route entre Selma et Montgomery), qui ont été dénommés les Marches de Selma à Montgomery. Notamment, le film représente le rôle qu'a joué Martin Luther King (incarné à l'écran par David Oyelowo).

## Fiche technique
Sauf indication contraire, les informations mentionnées dans cette section peuvent être confirmées par la base de données cinématographiques IMDb,  présente dans la section « Liens externes ».
- Titre original : Selma
- Réalisation : Ava DuVernay
- Scénario : Paul Webb
- Musique : Jason Moran
- Direction artistique : Kim Jennings
- Décors : Mark Friedberg
- Costumes : Ruth E. Carter
- Photographie : Bradford Young
- Montage : Spencer Averick
- Production : Oprah Winfrey, Jeremy Kleiner, Dede Gardner et Christian Colson
  - Production déléguée : Brad Pitt, Nik Bower, Ava DuVernay, Paul Garnes, Cameron McCracken, Kiran Bhakta Joshi et Diarmuid McKeown
- Sociétés de production : Cloud Eight Films, Harpo Films, Pathé, Plan B Entertainment
- Sociétés de distribution : Paramount Pictures (États-Unis), Pathé Distribution (France)
- Pays d'origine :  États-Unis,  Royaume-Uni
- Langue originale : anglais
- Durée : 128 minutes
- Genres : biographie, historique
- Date de sortie :
  - États-Unis : 11 novembre 2014 (AFI Fest 2014) ; 25 décembre 2014 (sortie nationale)
  - France : 11 mars 2015

## Distribution
- David Oyelowo (VF : Jean-Baptiste Anoumon) : Martin Luther King Jr.
- Carmen Ejogo (VF : Sara Martins) : Coretta Scott King
- Tom Wilkinson (VF : Philippe Catoire) : Lyndon B. Johnson
- Common (VF : Christophe Peyroux) : James Bevel
- Tim Roth (VF : Nicolas Marié) : le gouverneur George Wallace
- Wendell Pierce (VF : Mohad Sanou) : le révérend Hosea Williams
- Cuba Gooding Jr. (VF : Thierry Desroses) : Fred Gray (en)
- Giovanni Ribisi (VF : Franck Capillery) : Lee C. White
- Alessandro Nivola (VF : Arnaud Bedouet) : John Doar
- Oprah Winfrey (VF : Claudia Tagbo) : Annie Lee Cooper
- Dylan Baker (VF : Pierre Laurent) : J. Edgar Hoover
- Martin Sheen (VF : Philippe Ogouz) : le juge Frank Minis Johnson (en)
- Ledisi (en) : Mahalia Jackson
- Tara Ochs : Viola Liuzzo
- André Holland (VF : David Saada) : Andrew Young
- Tessa Thompson (VF : Fily Keita) : Diane Nash
- Stephan James (VF : Xavier Thiam) : John Lewis
- Ruben Santiago-Hudson (VF : Cyril Guei) : Bayard Rustin
- Lorraine Toussaint (VF : Martine Maximin) : Amelia Boynton Robinson
- Omar J. Dorsey (VF : Jean-Paul Pitolin) : James Orange
- Corey Reynolds (VF : Daniel Lobé) : CT Vivian
- Stan Houston : le shérif Jim Clark
- Colman Domingo (VF : Frantz Confiac) : Ralph Abernathy
- Nigel Thatch (VF : Fabrice Josso) : Malcolm X
- Jeremy Strong (VF : Emmanuel Lemire) : James Reeb
- Stephen Root : le colonel Al Lingo
- E. Roger Mitchell : Frederick Reese (en)
- Henry G. Sanders : Cager Lee
- Michael Papajohn : Major Cloud
- Trai Byers : James Forman
- Lakeith Stanfield : Jimmie Lee Jackson

Source et légende : Version française (VF) sur RS Doublage

## Production

### Genèse et développement
En juin 2008, Variety rapporte que Paul Webb a écrit un scénario autour de Martin Luther King et Lyndon B. Johnson pour la société de production Celador de Christian Colson, et qui devrait être coproduit par la société de Brad Pitt, Plan B Entertainment. En 2009, Lee Daniels entre en négociations pour mettre en scène le film. Cependant, quelques mois plus tard, Lee Daniels signe avec Sony pour réaliser Le Majordome,,.
Ava DuVernay est ensuite choisie pour mettre en scène le film, alors que le projet était passé entre les mains de Steven Spielberg, Stephen Frears, Spike Lee ou encore Michael Mann. L'animatrice Oprah Winfrey rejoint ensuite le projet comme productrice. Elle interprètera également un petit rôle.

### Casting
Lorsque Lee Daniels développait le film, un casting tout à fait différent était prévu : Hugh Jackman en shérif Jim Clark, Robert De Niro en gouverneur George Wallace, Liam Neeson en Président Lyndon B. Johnson, Cedric the Entertainer en Ralph Abernathy et Lenny Kravitz dans la peau d'Andrew Young. À cette époque, David Oyelowo était déjà le choix pour incarner Martin Luther King. David Oyelowo s'est préparé plusieurs années avant au rôle : « Ce fut un périple qui dura sept ans. Tout ce temps m’a permis de m’immerger dans le rôle, de tout apprendre sur King, sur le mouvement pour les droits civiques et son impact sur l’histoire américaine. Je n’ai pas grandi avec Martin Luther King comme figure mythique, ce qui m’a permis de l’appréhender comme un être humain, un personnage autrement complexe. Pour autant, l’admiration que j’éprouvais envers lui n’a fait que croître à mesure que j’en apprenais davantage sur sa vie ». Par ailleurs, l'acteur avait déjà tourné sous la direction d'Ava DuVernay dans Middle of Nowhere (2012).
Comme pour Martin Luther King, l'ancien Président Lyndon B. Johnson est interprété à l'écran par un acteur britannique, Tom Wilkinson. Ce dernier explique : « J’avais un certain recul dans la mesure où je ne suis pas imprégné par les présidents américains. Lyndon Johnson a pris des décisions sur des sujets cruciaux mais c’était aussi un simple être humain. Aucun président ne devient un surhomme une fois élu. Ce sont juste des hommes qui agissent du mieux qu’ils peuvent dans un contexte incroyablement éprouvant ».
Carmen Ejogo incarne ici Coretta Scott King, la femme de Martin Luther King. Elle avait déjà tenu le même rôle dans le téléfilm Boycott (2001) de HBO.

### Tournage
Le tournage a eu lieu principalement dans les États de l'Alabama et de Géorgie (Selma, Montgomery, Atlanta, Marietta, Conyers, Acworth, Covington), notamment aux abords du célèbre Pont Edmund Pettus ,. La ville de Selma donne d'ailleurs son nom au film. Tarana Burke, alors organisatrice de la commémoration des Marches de Selma à Montgomery, est consultée pour le tournage.

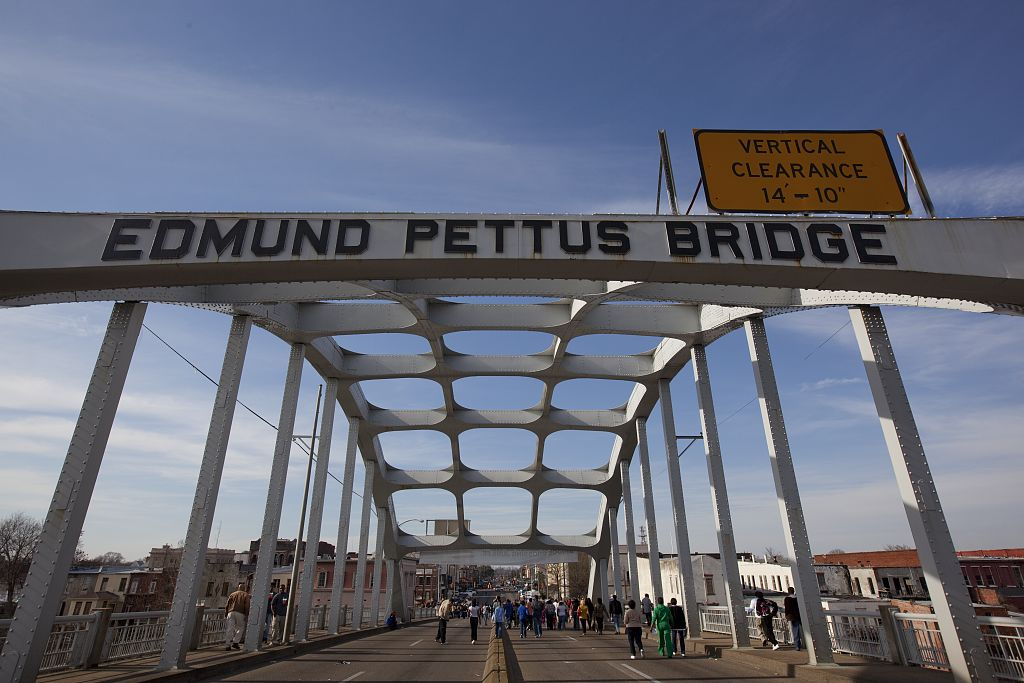
Le pont Edmund Pettus.
Selma.
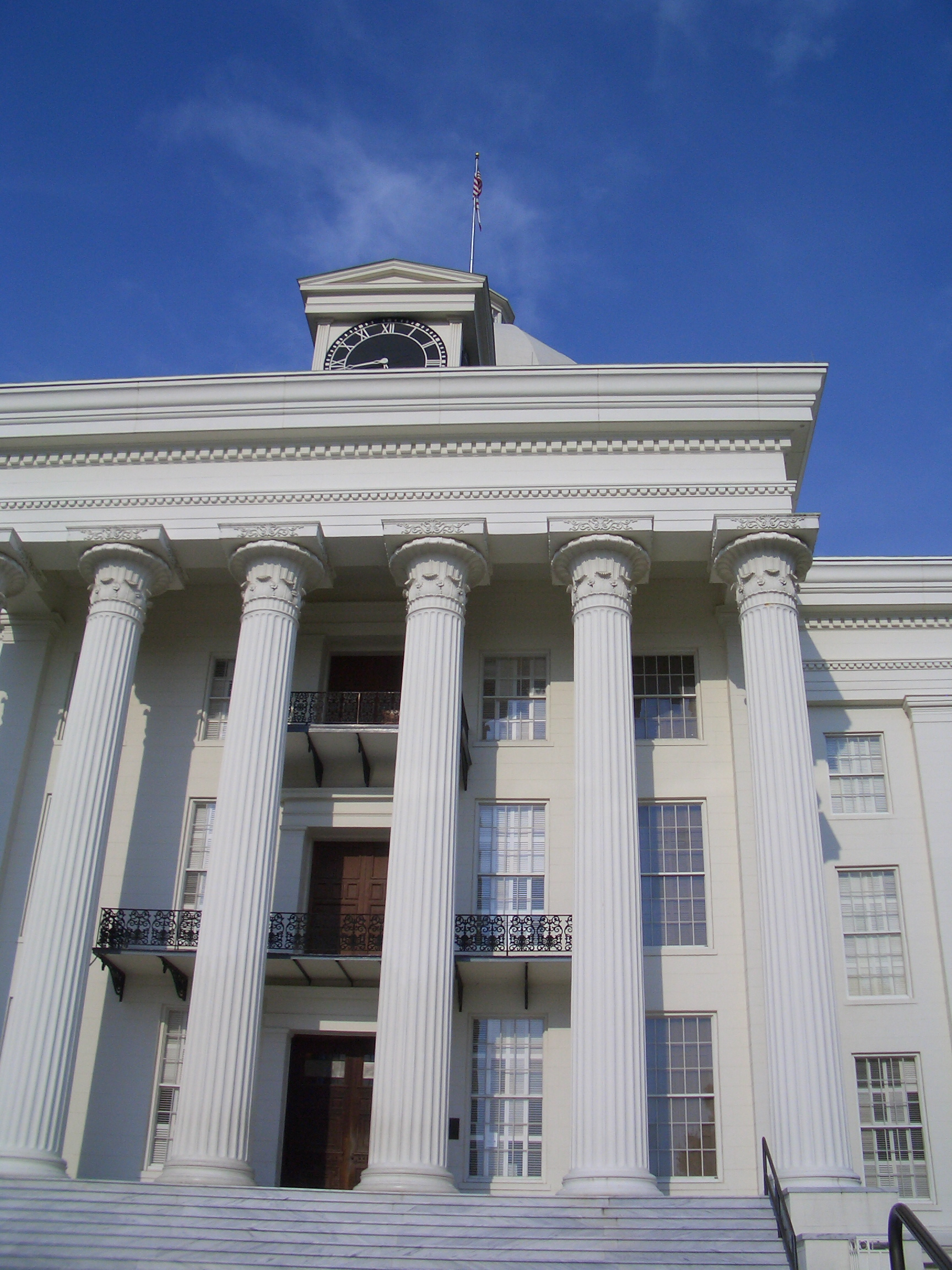
Le capitole de Montgomery.

### Musique
La musique originale est composée par Jason Moran. La bande originale contient des chansons non-inédites de soul et rhythm and blues d'artistes comme Otis Redding ou The Impressions. Le titre Glory a cependant été enregistré spécialement pour le film et interprété par Common (qui joue également dans le film) et John Legend. Glory obtient plusieurs prix dont l'Oscar de la meilleure chanson originale en 2015.
| Liste des titres | Liste des titres                  | Liste des titres                | Liste des titres | Liste des titres | Liste des titres | Liste des titres | Liste des titres | Liste des titres | Liste des titres |
| No               | Titre                             | Interprète(s)                   | Durée            |                  |                  |                  |                  |                  |                  |
| ---------------- | --------------------------------- | ------------------------------- | ---------------- | ---------------- | ---------------- | ---------------- | ---------------- | ---------------- | ---------------- |
| 1.               | Glory                             | Common & John Legend            | 4:32             |                  |                  |                  |                  |                  |                  |
| 2.               | Ole Man Trouble                   | Otis Redding                    | 2:37             |                  |                  |                  |                  |                  |                  |
| 3.               | I've Got the New World in My View | Sister Gertrude Morgan          | 4:32             |                  |                  |                  |                  |                  |                  |
| 4.               | Keep on Pushing                   | The Impressions                 | 2:31             |                  |                  |                  |                  |                  |                  |
| 5.               | One Morning Soon                  | Joyce Collins & Johnita Collins | 3:08             |                  |                  |                  |                  |                  |                  |
| 6.               | Alabama Blues                     | J.B. Lenoir                     | 3:12             |                  |                  |                  |                  |                  |                  |
| 7.               | Walk with Me                      | Martha Bass                     | 2:48             |                  |                  |                  |                  |                  |                  |
| 8.               | The House of the Rising Sun       | Duane Eddy                      | 2:44             |                  |                  |                  |                  |                  |                  |
| 9.               | Take My Hand, Precious Lord       | Ledisi                          | 3:23             |                  |                  |                  |                  |                  |                  |
| 10.              | Yesterday Was Hard on All of Us   | Fink                            | 5:02             |                  |                  |                  |                  |                  |                  |
| 11.              | Cager Lee                         | Jason Moran                     | 1:42             |                  |                  |                  |                  |                  |                  |
| 12.              | Final Speech                      | Jason Moran                     | 3:46             |                  |                  |                  |                  |                  |                  |
| 13.              | Bloody Sunday, Pts. 1-3           | Jason Moran                     | 4:10             |                  |                  |                  |                  |                  |                  |
| 44:07            |                                   |                                 |                  |                  |                  |                  |                  |                  |                  |

## Accueil

### Accueil critique
Sur l'agrégateur américain Rotten Tomatoes, le film récolte 99 % d'opinions favorables pour 304 critiques. Sur Metacritic, il obtient une note moyenne de 82⁄100 pour 52 critiques.
En France, le site Allociné propose une note moyenne de 3,3⁄5 à partir de l'interprétation de critiques provenant de 31 titres de presse.

## Distinctions

### Récompenses
- American Film Institute Awards 2014 : top 10 des meilleurs films de l'année
- Los Angeles Film Critics Association Awards 2014 : New Generation Award pour Ava DuVernay
- National Board of Review Awards 2014 : NBR Freedom of Expression
- Women Film Critics Circle Awards 2014 : Meilleur film réalisé par une femme
- Critics' Choice Movie Awards 2015 : meilleure chanson originale pour Glory interprétée par John Legend et Common
- Golden Globes 2015 : meilleure chanson originale pour Glory interprétée par John Legend et Common
- Oscars du cinéma 2015 : meilleure chanson originale pour Glory interprétée par John Legend et Common

### Nominations
- Critics' Choice Movie Awards 2015 :
  - Meilleur film
  - Meilleur réalisateur pour Ava DuVernay
  - Meilleur acteur pour David Oyelowo
  - Meilleure distribution
- Film Independent's Spirit Awards 2015 :
  - Meilleur film
  - Meilleur réalisateur pour Ava DuVernay
  - Meilleur acteur pour David Oyelowo
  - Meilleure actrice dans un second rôle pour Carmen Ejogo
  - Meilleure photographie pour Bradford Young
- Golden Globes 2015 :
  - Meilleur film dramatique
  - Meilleur réalisateur pour Ava DuVernay
  - Meilleur acteur dans un film dramatique pour David Oyelowo
- Oscars du cinéma 2015 :
  - Meilleur film